# Підсудність
Підсу́дність — це розмежування повноважень судів щодо розгляду справ. Визначити підсудність означає вказати, яки́й суд буде розглядати дану справу.
Спори між судами про підсудність не допускаються.

## Види підсудності

### Територіальна підсудність
Становить собою визначений процесуальним законодавством порядок розподілу справ між судами одного й того самого рівня залежно від території, на яку поширюється їхня юрисдикція. За правилами територіальної підсудності справу розглядає суд, у межах територіальної юрисдикції якого вчинено правопорушення, або за місцем знаходження сторони (як правило, відповідача).
В адміністративному судочинстві в межах територіальної застосовується також предметна підсудність.

### Інстанційна підсудність
Визначає, який суд розглядає справу у першій інстанції, який — у другій, і т. д. Як правило, усі справи, територіальна підсудність яких визначена, розглядаються місцевими судами у першій інстанції. Хоча є винятки: наприклад, Вищий адміністративний суд України розглядає у першій інстанції спори про оскарження актів, дій чи бездіяльності Верховної Ради України, Президента України тощо.

### Виключна підсудність
Визначає, який суд буде розглядати справу у певних нетипових випадках, які складно чи неможливо оцінити за правилами територіальної підсудності. Ці випадки прямо передбачені законом, наприклад:
- Кримінальне провадження або прийняття рішення про проведення оперативно-розшукових заходів чи слідчих дій щодо судді здійснюється судом, найбільш територіально наближеним до суду, в якому обвинувачений обіймає чи обіймав посаду[1].
- Справи про арешт судна розглядаються судом за місцезнаходженням морського порту України, в якому перебуває судно, або порту реєстрації судна[2].
- Позови, що виникають з приводу нерухомого майна, пред'являються за місцезнаходженням майна або основної його частини[3].

У межах територіальної підсудності виділяють імперативну і диспозитивну підсудності.

### Імперативна підсудність
Передбачає, що сторони не можуть обирати, який суд розглядатиме їхню справу.

### Диспозитивна підсудність
Сторони або сторона-позивач самостійно визначають суд на альтернативній основі, або за домовленістю між собою. Наприклад:
- Позови про захист прав споживачів можуть пред'являтися: (а) за місцем знаходження відповідача, (б) за зареєстрованим місцем проживання чи перебування споживача, (в) за місцем заподіяння шкоди чи виконання договору.
- Позови, що виникають з діяльності філії або представництва юридичної особи, можуть пред'являтися за місцезнаходженням як філії, так і юридичної особи[4].

Диспозитивна підсудність широко застосовується у цивільному процесі, третейському судочинстві, міжнародному приватному праві.

## Підсудність за галузями

### У судочинстві у справах про адміністративні правопорушення
Чинний Кодекс України про адміністративні правопорушення не визначає правил підсудності таких справ, натомість містить тільки правила підвідомчості (див. нижче).

### У конституційному судочинстві
Усі справи конституційної юрисдикції розглядаються Конституційним Судом України.

## Компетенція судів
Не слід плутати підсудність із компетенцією (альтернативні назви — підвідомчість, юрисдикція).
Компетенція суду охоплює предметне коло справ, які розглядаються ним. Наприклад, справи про банкрутство розглядаються господарським судом; юрисдикція адміністративних судів поширюється на публічно-правові спори; загальні суди розглядають спори, що виникають із сімейних правовідносин, і т. д.
Таким чином, справа про визнання договору недійсним, що був укладений у м. Жмеринці між фізичною та юридичною особами, підвідомча загальному суду і підсудна місцевому міськрайонному суду [Архівовано 31 січня 2011 у Wayback Machine.] цієї ланки.